# The Complete Works
A The Complete Works abrit Queen együttes 1985-ös válogatásalbuma. Teljes lenyomatát adta az akkori Queen-diszkográfiának: része volt az addigi tizenegy stúdióalbumuk, a Live Killers koncertalbumuk, és a Complete Vision című extra lemez, amely addig csak kislemezeken megjelenő B-oldalas dalokat tartalmazott. Összesen 14 lemezből állt. Az együttes mintegy hatszáz darabot aláírással látott el a gyűjtők számára.

## A lemezek
1. Queen (1973)
2. Queen II (1974)
3. Sheer Heart Attack (1974)
4. A Night at the Opera (1975)
5. A Day at the Races (1976)
6. News of the World (1977)
7. Jazz (1978)
8. Live Killers Vol. 1 (1979)
9. Live Killers Vol. 2
10. The Game (1980)
11. Flash Gordon (1980)
12. Hot Space (1982)
13. The Works (1984)
14. Complete Vision

## AComplete Visionalbum dalai
|    | Cím                            | Szerző(k)    | Hossz |
| -- | ------------------------------ | ------------ | ----- |
| 1. | See What a Fool I’ve Been      | Brian May    | 4:31  |
| 2. | A Human Body                   | Roger Taylor | 3:36  |
| 3. | Soul Brother                   | Queen        | 3:34  |
| 4. | I Go Crazy                     | May          | 3:41  |
| 5. | Thank God It’s Christmas       | Taylor, May  | 4:18  |
| 6. | One Vision (kislemez változat) | Queen        | 4:02  |
| 7. | Blurred Vision                 | Queen        | 4:38  |